# Келой-Юрт
Келой-Юрт, Келой-Аул или Кель-Аул (чечен. Келойн эвла) — село в Веденском районе Чеченской Республики. Входит в состав Сельментаузенского сельского поселения.

## География
Расположено на западе от районного центра Ведено. Селение на речке Ваштар.

## Название
Название села происходит от имени чеченского тайпа — келой.

## Население
| 1990 | 2002 | 2010 |
| ---- | ---- | ---- |
| 133  | ↘0   | →0   |